# Damien Shaw
Pour les articles homonymes, voir Shaw.
Damien Shaw, né le 10 juillet 1984 à Mullingar, est un coureur cycliste irlandais.

## Biographie
Son début d'année 2017 est perturbé par une fracture du poignet, survenue au mois de février. Il reprend la compétition au mois d'avril, et s'impose dès sa première course, lors de la première étape du Tour du Loir-et-Cher. Il endosse par la même occasion le premier maillot de leader,.

## Palmarès et classements mondiaux

### Palmarès par année
- 2011
  - 2e du championnat d'Irlande du critérium
- 2012
  - 2e du championnat d'Irlande du critérium
- 2013
  - Rás Mumhan :
    - Classement général
    - 1re étape

  - 3e du championnat d'Irlande sur route
- 2014
  - Shay Elliott Memorial Race
  - Tour d'Ulster :
    - Classement général
    - 2e étape

  - 2ea étape des Ballinrobe Two Day (contre-la-montre)
  - 2e du championnat d'Irlande du critérium
- 2015
  -  Champion d'Irlande sur route
  - Tour of Ards
  - 1re étape du Tour d'Ulster
- 2017
  - 1re étape du Tour du Loir-et-Cher
- 2018
  - 2e du championnat d'Irlande du critérium

### Classements mondiaux
| Année           | 2012   | 2013 | 2014 | 2015 | 2016 | 2017 | 2018   |
| --------------- | ------ | ---- | ---- | ---- | ---- | ---- | ------ |
| UCI Europe Tour | 1 092e | nc   | 881e | 297e | 790e | 852e | 1 195e |